# 泉东街道
泉东街道，是中华人民共和国河北省邢台市襄都区下辖的一个街道办事处。
2013年，河北省民政厅批复同意将大梁庄乡所辖的二义庙、胡家庄、李家庄、新营、北郭庄5个居民委员会划出，将南长街街道办事处所辖的襄北居民委员会划出设立泉东街道办事处。面积2.722平方公里，人口69100人。泉东街道办事处驻泉南东大街269号。

## 行政区划
泉东街道下辖以下地区：
襄北社区、新营社区、三义庙社区、李家庄社区、胡家庄社区和北郭庄社区。